# Doctor of Doom
Pour plus de détails, voir Fiche technique et Distribution.
Doctor of Doom est un court-métrage de Tim Burton, sorti aux États-Unis en 1979.

## Synopsis
Un médecin se rend à un diner, mais les invités se moquent de lui. Une fois rentré chez lui, il crée un monstre pour se venger.

## Fiche technique
- Réalisation : Tim Burton
- Scénario : Tim Burton
- Montage : Jerry Rees
- Couleurs : Noir et Blanc
- Langue : Anglais
- Dates de sortie : 1979

## Distribution
- Brad Bird : Don Carlo
- Chris Buck : Pepe
- Randy Cartwright : Chef de ménage / Pepe / Rosita / Le Monstre (voix)
- Michael Giaimo : Bob Garcia
- Cynthia Price : Rosita
- Jerry Rees : Bob Garcia (voix)
- Harry Sabin : Chef de ménage
- Darrell Van Citters : Le Monstre / un passant
- Brad Bird : Spectateur (voix)